# Hezilo von Hildesheim
Hezilo (auch: Hezelo, Hettilo oder Ethilo) von Hildesheim (* zwischen 1020 und 1025; † 5. August 1079 in Hildesheim) war dort von 1054 bis 1079 Bischof.

## Leben

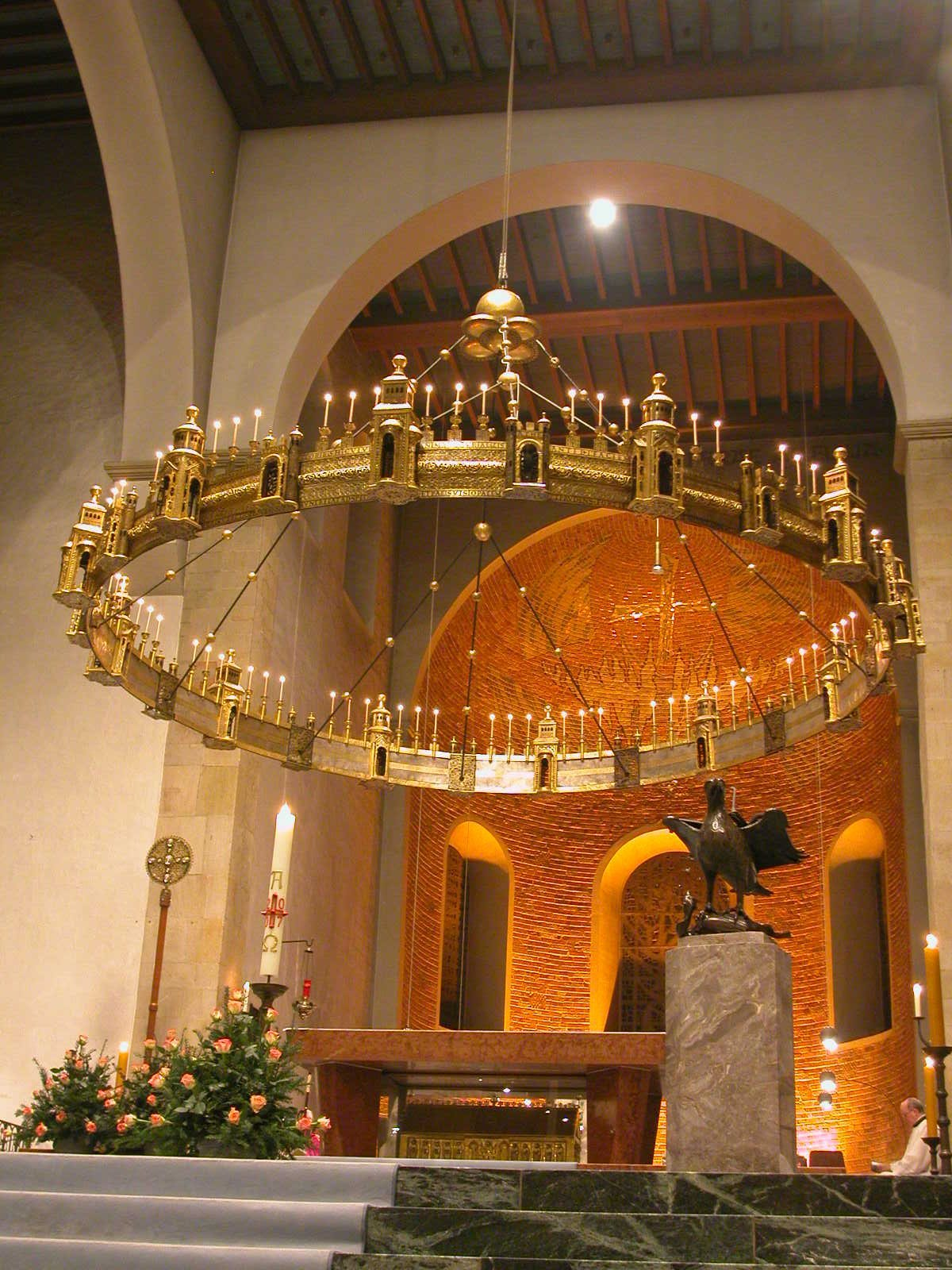
Heziloleuchter im Dom zu Hildesheim (vor 2010)

Hezilo entstammte wahrscheinlich einer fränkischen Familie und erhielt seine theologische Ausbildung wohl in Bamberg. Unter Kaiser Heinrich III. war er als Mitglied der Hofkapelle 1051/52 zunächst Propst von St. Simon und Juda in Goslar und danach 1053 Kanzler für Italien. 1054 wurde er dann als Nachfolger Azelins Bischof von Hildesheim.
Hezilo gab den Domneubau auf, den sein Vorgänger nach dem Brand von 1046 begonnen hatte, und ließ stattdessen den Altfriddom wieder aufbauen. Die fertigen Teile des Neubaus verwendete er für eine neue Bischofskurie.
Hezilo war darum bemüht, die Position Hildesheims in und um Goslar, dem Herzen der salischen Königslandschaft, zu behaupten, wobei er wie andere führende Mitglieder des Episkopats (u. a. Adalbert von Bremen, Anno von Köln) die Situation während der Unmündigkeit Heinrichs IV. ausnutzte. In Goslar gründete er die St.-Jakobi-Kirche.
Hezilos Bemühungen gipfelten im Rangstreit mit dem Abt Widerad von Fulda, der an Pfingsten 1063 in der Goslarer Kirche zu einem blutigen Gemetzel in Gegenwart des jungen Königs eskalierte, nach Lampert von Hersfeld durch Hezilos persönliche Anfeuerung der Kämpfer.
Während des Sachsenaufstands und des Investiturstreits nahm Hezilo eine teils schwankende, teils vermittelnde Position ein. Zunächst wohl eher den sächsischen Königsgegnern nahestehend, trat er ab 1075, bedingt wohl durch Heinrichs militärische Erfolge, stärker auf die Seite des Königs.
Im Investiturstreit zwischen Papst Gregor VII. und König Heinrich IV. gehörte er auf der Reichsversammlung, die im Januar 1076 in Worms stattfand, zu den Bischöfen, die Gregor VII. den Gehorsam aufkündigten. An der folgenden Reichsversammlung im Mai 1076, ebenfalls in Worms, auf der der Papst abgesetzt werden sollte, war er aber nicht mehr beteiligt.
An seinem Hildesheimer Bischofssitz trat Hezilo als einer der großen Bauherren und Kunstförderer hervor. Den Dom, der 1046 durch Brand vernichtet worden war und den sein Vorgänger Azelin durch einen größeren Neubau hatte ersetzen wollen, ließ er auf den Altfrid-Fundamenten wieder aufbauen. Er stiftete den Heziloleuchter im Dom und das Hezilo-Kreuz für das von ihm gegründete Kreuzstift.
König Heinrich IV. verlieh im Jahr 1062 Bischof Hezilo von Hildesheim den Forstbann bei Coppenbrügge.
Hezilo wurde in der Mauritiuskirche begraben.